# Rujište (Ražanj)
Rujište (em cirílico: Рујиште) é uma vila da Sérvia localizada no município de Ražanj, pertencente ao distrito de Nišava. A sua população era de 326 habitantes segundo o censo de 2011.

## Demografia
| 1948 | 1953 | 1961 | 1971 | 1981 | 1991 | 2002 | 2011 |
| ---- | ---- | ---- | ---- | ---- | ---- | ---- | ---- |
| 872  | 881  | 828  | 731  | 651  | 529  | 413  | 326  |